# Alexander von Reiswitz
Alexander von Reiswitz (* 1965 in Málaga, Spanien) ist ein deutscher Fotograf und Architekt.

## Leben
1965 geboren in Málaga, Spanien. Er ging dort auf die Schule der Französischen Gemeinde. 1982 zog er zum Kunstgeschichtsstudium nach München, 1987 nach Paris. Dort schloss er 1994 sein Architekturstudium an der Ecole d´ Architecture de Paris-la-villette ab. Seitdem lebt er in Berlin.

## Arbeiten als Fotograf
1997 eröffnete er das Atelier A (Atelier für Architektur und Fotografie). 1999 gründete er „Kamaleon“, einen Verein für Künstler, der Kontakte über die nationalen Grenzen hinaus knüpft. Seit 2000 organisiert er u. a. den Künstleraustausch Paris-Berlin zusammen mit dem Verein „Le Génie de La Bastille“, der je 50 Berliner und Pariser Künstler einen Aufenthalt in der Partnerstadt ermöglichte. 
Seine überwiegend schwarzweißen Fotozyklen wurden in Magazinen weltweit veröffentlicht.
Ausstellungen in Deutschland, Frankreich, Japan und Spanien (Auswahl):
- Berlin, Kulturamt, Schloss Charlottenburg, Zoogestalten, 1,50 Meter mal 1,50 Meter
- Fremde Nähe. Journalistische Fotografie in der DFA (u. a.)
- Athenäum in Málaga, Spanien
- Arftair in Köln
- Galerie Tammen & Busch, Berlin
- Konica Minolta Plaza, Shinjuku, Tokio im Rahmen der Gesamtschau "Deutschland in Japan" 2005/2006 (Unter Schirmherrschaft des Bundespräsidenten Horst Köhler und des Kronprinzen von Japan)

## Fotobüchervisuelle oder Quelltextbearbeitung?
Zu seinen fotografischen Buchveröffentlichungen zählen neben Zoogestalten – Glamour & Dösen (2003) auch das 2025 erschienene Projekt Catching Strangers – The Family Constellation Project.Neuer Abschnitt zu „Catching Strangers“ (2025) und hr2-Interview ergänzt. Quellen angegeben.

### Catching Strangers – The Family Constellation Project (2005–2025)
Im April 2025 erschien Alexander von Reiswitz’ Bildband Catching Strangers – The Family Constellation Project im Hatje Cantz Verlag. In diesem zweisprachigen Buch (Deutsch/Englisch) kombiniert er Fotografien von zufällig zusammengeführten Personen – aufgenommen über rund 15 Jahre in über 20 Ländern auf vier Kontinenten – mit fiktiven Texten renommierter Autorinnen und Autoren. Das Projekt thematisiert Aspekte von Zufall, Begegnung, Familienkonzept und Wahrhaftigkeit in der Fotografie.
Zu den Mitwirkenden gehören unter anderem: Nadine Barth, Zsuzsa Bánk, Marcel Beyer, Britta Böerdner, Ulrike Draesner, Felicitas Hoppe, Mariana Leky, Nicol Ljubić, Rosa Ribas und Nis‑Momme Stockmann. Die Gestaltung übernahm Julia Wagner (grafikanstalt).

### Radiointerview Hr2 Kultur
Am 10. Juni 2025 war von Reiswitz Gast in der einstündigen Radiosendung Doppelkopf auf hr2 Kultur (Hessischer Rundfunk). Die Sendung mit dem Titel „Fotografie ist Wahrhaftigkeit, nicht Wirklichkeit“ widmete sich dem neuen Buchprojekt sowie seiner fotografischen Auseinandersetzung mit Familie, Inszenierung und Zufall.

### Zoogestalten – Glamour & Dösen
- Alexander von Reiswitz, Christian Stahlhut, Gernot Grube: ZOOGESTALTEN, Glamour & Dösen, 2003 mit Textbeiträgen von Klaus Wowereit, Jim Rakete

## Berichte, Rezensionen
- Auge in Auge in: Berliner Morgenpost, 2003: Interview von Wolfgang Büscher

- Berlin via Paris- und zurück Gespräch mit dem Fotografen Alexander von Reiswitz. In: Die Welt (PDF; 12 kB) vom 8. Januar 2005

- Frankfurter Rundschau FrRundschau-Artikel (PDF; 15 kB)

- Lufthansa Magazin Lufthansa-Artikel (PDF; 12 kB)